# Teorie středního dosahu
Teorie středního dosahu (anglicky Middle-Range Theory) je metodologický koncept, který zároveň popisuje, jak by se sociální vědy (především sociologie) měly vyvíjet. Tvorba teorií středního dosahu má být kompromisem mezi na jedné straně velkými a všeobecnými teoriemi společnosti, jako např. Parsonsova, které však byly příliš vzdálené od empirické skutečnosti, na druhé straně pozitivistickými empirickými výzkumy, popisujícími pouze konkrétní skutečnosti bez snahy o teoretickou generalizaci.

## Vznik a definice
Koncept publikoval na konci čtyřicátých let dvacátého století americký sociolog Robert K. Merton ve svém díle Social Theory and Social Structure (1949). Podle Mertona se sociologové nemají snažit vyvinout kompletní teorii, která by zahrnovala všechny fenomény sociologie a z které by se odvozovaly všechny specifičtější teorie. Představa jednoho všezahrnujícího systému byla populární u prvních velkých sociologů. Jejich teorie však nebyly podloženy empirickými důkazy a byly příliš abstraktní. Díky tomu se sociologické teorie staly velice rozdílné a nesourodé, podobně jako filozofie v 19. století, kdy se jednotliví filozofové snažili vysvětlit fungování celého světa v jedné teorii, která vznikla jen z jejich uvažování a v mnoha případech ji ani nebylo možno dokázat.
Podle Raye Pawsona, profesora sociologie na Univerzitě v Leedsu, Merton souhlasí s většinou sociologů, že abstrakce je klíčový nástroj, kterým lze vysvětlit všechny události. Sociologové se snaží rozložit danou situaci na jednotlivé části a zanalyzovat, jak se navzájem ovlivňují. Teorie středního dosahu by však abstrakce neměla obsahovat příliš. Daný problém tak má být vysvětlen bez zbytečné generalizace a hypotézy, vzniklé abstrahováním, mají být ověřitelné. Jelikož se lidské vzorce chování v čase mění, mohou tedy být i teorie středního dosahu, závisející na empirických důkazech, neplatné. Pawson charakterizoval teorie středního dosahu třemi klíčovými pravidly:
- dostatečnou abstrakcí,
- logickým odvozením,
- adaptivním vysvětlováním.[2]

V jedné kapitole knihy Social Theory and Social Structure, nazvané „On Sociological Theories of Middle Range“, Merton konkrétně popisuje, že sociologická teorie by se měla vyvíjet ve dvou vzájemně provázaných krocích:
1. Vyvinutí speciálních teorií, z kterých mohou být odvozeny hypotézy, jež mají být empiricky ověřeny a prozkoumány.
2. Z těchto speciálních teorií dále postupně abstrahovat více generalizující schéma, které nám umožní tyto teorie spojit do skupin.[1]

Teorii středního dosahu Merton vysvětluje například na teorii referenčních skupin a na teorii relativní deprivace. Tyto teorie vycházejí z jednoduchého předpokladu, že názory a standardy kolektivu, který je pro daného jedince důležitý, jsou nejvýznamnějším faktorem, jak daný jedinec hodnotí sám sebe a své názory. Podle Mertona zdravý rozum předpokládá, že čím více rodinných příslušníků během přírodní katastrofy zahyne, tím větší psychické trauma daná rodina prožívá. Teorie relativní deprivace vede však k jinému závěru. Říká, že psychické rozpoložení rodiny bude záviset na tom, jak daná rodina vnímá situaci ostatních rodin v jejím okolí. Naznačuje tedy, že rodina, která ztratila jen jednoho člena v přírodní katastrofě (a ostatní rodiny neztratily žádného člena), se bude cítit hůře než rodina, která ztratila více členů a která ve svém okolí vidí rodiny, které jsou na tom ještě hůře. Empirický výzkum potvrzuje teorii relativní deprivace. Empirické zkoumání dále může vést k závěrům, že tyto vzorce, jak se lidé cítí a jak se hodnotí, ovlivňují rozpoložení morálky v kolektivu přeživších a jejich ochotě pomáhat ostatním. Teorie relativní deprivace tedy nabízí nové hypotézy, které je možné dále empiricky zkoumat.

## Kritika konceptu
Raymond Boudon, francouzský profesor sociologie, tvrdí, že teorie středního dosahu popisuje to, čemu ostatní vědy říkají jen „teorie“ a že tedy nepřináší nic revolučního.

## Příklady sociologických teorií středního dosahu
- Mertonova teorie deviantního chování
- teorie byrokracie
- teorie referenčních skupin
- teorie rolí a rolových konfliktů
- teorie názorových vůdců